# عزوبي السالمية
عزوبي السالمية، مسرحية كويتية قديمه عرضت في العام 1979 من بطولة عبد الحسين عبد الرضا وسعاد عبد الله ومحمد المنصور، من إعداد عبد الحسين عبد الرضا وإخراج حسين الصالح.

## قصة المسرحية
هلال حجي رمضان هو عزوبي السالميه شخص مستهتر ومبذر مما يؤدي الى تكاثر الديون عليه ومطاردة المدينين له ولديه صديق طبيب قريب منه لكنه على العكس منه فهو إنسان وصولي ومحب للمال. يأتي يوم ويقابل هلال أميره أثناء وقوعها في سوق السالميه وأميره هي الفتاة الغنية الجميلة فيقع في حبها وتكمن المفارقة في أنها ذاتها خطيبة صديقه المقرب وتتوالى الأحداث إلى أن تعجب أميره بهلال وبشخصيته المعاكسة لشخصية صديقه وتقع في حب هلال.

## ابطال المسرحية
- عبد الحسين عبد الرضا في دور هلال
- سعاد عبد الله في دور اميره
- محمد المنصور في دور فايز